# Busko-Zdrój
Busko-Zdrój ( écoute) est une ville du sud de la Pologne, située dans la voïvodie de Sainte-Croix.

## Jumelages
La ville de Busko-Zdrój est jumelée avec :
- Steinheim (Allemagne)
- Szigetszentmiklós (Hongrie)
- Specchia (Italie)
- Haukipudas (Finlande)
- Khmilnyk (Ukraine)